# Grande Prêmio da Áustria de 1986
Resultados do Grande Prêmio da Áustria de Fórmula 1 realizado em Österreichring em 17 de agosto de 1986. Décima segunda etapa do campeonato, foi vencido pelo francês Alain Prost, da McLaren-TAG/Porsche, que subiu ao pódio junto ladeado por Michele Alboreto e Stefan Johansson, pilotos da Ferrari.

## Classificação

### Treinos classificatórios
| Pos.    | N.º | Piloto             | Construtor             | Q1       | Q2       | Grid     |
| ------- | --- | ------------------ | ---------------------- | -------- | -------- | -------- |
| 1       | 19  | Teo Fabi           | Benetton-BMW           | 1:26.421 | 1:23.549 | —        |
| 2       | 20  | Gerhard Berger     | Benetton-BMW           | 1:25.638 | 1:23.743 | + 0.194  |
| 3       | 2   | Keke Rosberg       | McLaren-TAG/Porsche    | 1:23.956 | 1:23.903 | + 0.354  |
| 4       | 7   | Riccardo Patrese   | Brabham-BMW            | 1:26.648 | 1:24.044 | + 0.495  |
| 5       | 1   | Alain Prost        | McLaren-TAG/Porsche    | 1:24.346 | 1:25.285 | + 0.797  |
| 6       | 5   | Nigel Mansell      | Williams-Honda         | 1:25.515 | 1:24.635 | + 1.086  |
| 7       | 6   | Nelson Piquet      | Williams-Honda         | 1:25.090 | 1:24.697 | + 1.148  |
| 8       | 12  | Ayrton Senna       | Lotus-Renault          | 1:26.650 | 1:25.249 | + 1.700  |
| 9       | 27  | Michele Alboreto   | Ferrari                | 1:26.152 | 1:25.561 | + 2.012  |
| 10      | 8   | Derek Warwick      | Brabham-BMW            | 1:26.892 | 1:25.726 | + 2.177  |
| 11      | 26  | Philippe Alliot    | Ligier-Renault         | 1:26.999 | 1:25.917 | + 2.368  |
| 12      | 25  | René Arnoux        | Ligier-Renault         | 1:26.797 | 1:26.312 | + 2.763  |
| 13      | 16  | Patrick Tambay     | Haas Lola-Ford         | 1:27.628 | 1:26.489 | + 2.940  |
| 14      | 28  | Stefan Johansson   | Ferrari                | 1:27.263 | 1:26.646 | + 3.097  |
| 15      | 11  | Johnny Dumfries    | Lotus-Renault          | 1:27.212 | 1:27.833 | + 3.663  |
| 16      | 15  | Alan Jones         | Lola-Ford              | 1:27.420 | 1:27.476 | + 3.871  |
| 17      | 3   | Martin Brundle     | Tyrrell-Renault        | 1:28.572 | 1:28.018 | + 4.469  |
| 18      | 18  | Thierry Boutsen    | Arrows-BMW             | 1:29.155 | 1:28.598 | + 5.049  |
| 19      | 24  | Alessandro Nannini | Minardi-Motori Moderni | 1:31.974 | 1:28.645 | + 5.096  |
| 20      | 4   | Philippe Streiff   | Tyrrell-Renault        | 1:31.455 | 1:28.951 | + 5.402  |
| 21      | 14  | Jonathan Palmer    | Zakspeed               | 1:29.073 | 1:29.583 | + 5.524  |
| 22      | 17  | Christian Danner   | Arrows-BMW             | 1:29.430 | 1:40.236 | + 5.881  |
| 23      | 23  | Andrea de Cesaris  | Minardi-Motori Moderni | 1:33.263 | 1:29.615 | + 6.066  |
| 24      | 29  | Huub Rothengatter  | Zakspeed               | 2:21.202 | 1:32.512 | + 8.963  |
| 25      | 21  | Piercarlo Ghinzani | Osella-Alfa Romeo      | 1:35.070 | 1:33.988 | + 10.439 |
| 26      | 22  | Allen Berg         | Osella-Alfa Romeo      | 1:38.731 | 1:36.150 | + 12.601 |
| Fontes: |     |                    |                        |          |          |          |

### Corrida
| Pos.    | N.º | Piloto             | Construtor             | Voltas | Tempo/Diferença    | Grid | Pontos |
| ------- | --- | ------------------ | ---------------------- | ------ | ------------------ | ---- | ------ |
| 1       | 1   | Alain Prost        | McLaren-TAG/Porsche    | 52     | 1:21:22.531        | 5    | 9      |
| 2       | 27  | Michele Alboreto   | Ferrari                | 51     | + 1 volta          | 9    | 6      |
| 3       | 28  | Stefan Johansson   | Ferrari                | 50     | + 2 voltas         | 14   | 4      |
| 4       | 15  | Alan Jones         | Haas Lola-Ford         | 50     | + 2 voltas         | 16   | 3      |
| 5       | 16  | Patrick Tambay     | Haas Lola-Ford         | 50     | + 2 voltas         | 13   | 2      |
| 6       | 17  | Christian Danner   | Arrows-BMW             | 49     | + 3 voltas         | 22   | 1      |
| 7       | 20  | Gerhard Berger     | Benetton-BMW           | 49     | + 3 voltas         | 2    |        |
| 8       | 29  | Huub Rothengatter  | Zakspeed               | 48     | + 4 voltas         | 24   |        |
| 9       | 2   | Keke Rosberg       | McLaren-TAG/Porsche    | 47     | Pane elétrica      | 3    |        |
| 10      | 25  | René Arnoux        | Ligier-Renault         | 47     | + 5 voltas         | 12   |        |
| 11      | 21  | Piercarlo Ghinzani | Osella-Alfa Romeo      | 46     | + 6 voltas         | 25   |        |
| Ret     | 5   | Nigel Mansell      | Williams-Honda         | 32     | Semieixo           | 6    |        |
| Ret     | 6   | Nelson Piquet      | Williams-Honda         | 29     | Motor              | 7    |        |
| Ret     | 18  | Thierry Boutsen    | Arrows-BMW             | 25     | Turbo              | 18   |        |
| Ret     | 19  | Teo Fabi           | Benetton-BMW           | 17     | Motor              | 1    |        |
| Ret     | 26  | Philippe Alliot    | Ligier-Renault         | 16     | Motor              | 11   |        |
| Ret     | 24  | Alessandro Nannini | Minardi-Motori Moderni | 13     | Suspensão          | 19   |        |
| Ret     | 23  | Andrea de Cesaris  | Minardi-Motori Moderni | 13     | Embreagem          | 23   |        |
| Ret     | 12  | Ayrton Senna       | Lotus-Renault          | 13     | Motor              | 8    |        |
| Ret     | 3   | Martin Brundle     | Tyrrell-Renault        | 12     | Turbo              | 17   |        |
| Ret     | 4   | Philippe Streiff   | Tyrrell-Renault        | 10     | Motor              | 20   |        |
| Ret     | 11  | Johnny Dumfries    | Lotus-Renault          | 9      | Motor              | 15   |        |
| Ret     | 14  | Jonathan Palmer    | Zakspeed               | 8      | Motor              | 21   |        |
| Ret     | 22  | Allen Berg         | Osella-Alfa Romeo      | 6      | Pane elétrica      | 26   |        |
| Ret     | 7   | Riccardo Patrese   | Brabham-BMW            | 2      | Motor              | 4    |        |
| DNS     | 8   | Derek Warwick      | Brabham-BMW            | 0      | Carro para Patrese | 10   |        |
| Fontes: |     |                    |                        |        |                    |      |        |

## Tabela do campeonato após a corrida
| Pos.    | Piloto        | Pontos |
| ------- | ------------- | ------ |
| 1       | Nigel Mansell | 55     |
| 2       | Alain Prost   | 53     |
| 3       | Ayrton Senna  | 48     |
| 4       | Nelson Piquet | 47     |
| 5       | Keke Rosberg  | 19     |
| Fontes: |               |        |

| Pos.    | Construtor          | Pontos |
| ------- | ------------------- | ------ |
| 1       | Williams-Honda      | 102    |
| 2       | McLaren-TAG/Porsche | 72     |
| 3       | Lotus-Renault       | 50     |
| 4       | Ligier-Renault      | 28     |
| 5       | Ferrari             | 26     |
| Fontes: |                     |        |

- Nota: Somente as primeiras cinco posições estão listadas. Entre 1981 e 1990 cada piloto podia computar onze resultados válidos por temporada não havendo descartes no mundial de construtores.